# 電車GO！！奔走吧山手線
《電車GO！！奔走吧山手線》於2020年9月9日發佈，是日本史克威爾艾尼克斯與太東推出的電車GO!系列遊戲之一，也是繼2004年《電車GO！Final》16年后新的家用電車GO!系列遊戲。此遊戲是以2017年推出的街機遊戲《電車GO！！》作為藍本。
雖然此遊戲名稱為“奔走吧山手線”，但玩家可以体验京濱東北線、上野東京線、埼京線及成田特急以上路線的一部分與山手線重合的路段以及中央·總武緩行線的部分路段。值得留意的是此遊戲加入了於2020年3月14日開業的高輪Gateway站。

## 玩法
《電車GO！！奔走吧山手線》是一款列車模擬器，玩家扮演列车司機駕駛列車。

### 可操作路線與列車
玩家可駕駛山手線上的列車，以及與其並行的其他線路列車：

| 山手線（可遊玩全程但僅限內回，包括高輪Gateway站） - E235系0番台 - E231系500番台 - 205系 - 103系 | 埼京線（池袋至大崎） - E233系7000番台 京濱東北線（品川至田端，包括快速服務） - E233系1000番台 上野東京線（品川至上野） - E233系3000番台 | 中央·總武緩行線（市谷至秋葉原，只有街機模式） - E231系500番台 成田特快（池袋至品川） - E259系 |

### 有出現但無法操作的列車
本作中除了上述可供操作的列車之外，在列車運行途中也可遇見來自其他路線的不同車輛，但無法操作遊玩。
- E217系（橫須賀·總武快速線）

- E531系 （常磐線/上野東京線）（停泊在田町車場內）

- 251系（超級踊子號）

- 185系（踊子號）

- 215系（湘南ライナー）

- E231系1000番台 （湘南新宿線）（遊戲內不會行走東海道線）

- E231系0番台（中央·總武緩行線）（只在大型電玩模式出現）

- 209系500番台（中央·總武緩行線）（只在大型電玩模式出現）

- E233系0番台 （中央線快速）

- E353系 （梓號/甲斐路號）（只在大型電玩模式出現）

- E351系 （超級梓號）（只在大型電玩模式出現）

- E257系0番台（梓號/甲斐路號）（只在大型電玩模式出現）

- E257系500番台（漣漪號）（只在大型電玩模式出現）

### 模式
此遊戲有三種不同模式，分別是街機模式、回家吧模式、VR模式（需使用PlayStation 4外設PlayStation VR遊玩），共有200多個關卡。
- 街機模式能夠体验街機版的山手線及總武線中的所有關卡，計分方式與街機相同。
- 回家吧模式中有「運轉士之路」、「自由駕駛」及「每日任務」三種。「運轉士之路」中，玩家要完成不同的任務及關卡來過關。自由駕駛中，玩家能自由選擇車輛、路線及天氣，E235系以外列車需要於「運轉士之路」中過關而獲得。[8]每日任務則因不同日子而有所不同。
- VR模式中，玩家能夠於山手線原宿至品川6站間以駕駛室360°視覺遊玩，共有10關，還有早、午、晚三種天氣。但是此模式只支持PlayStation 4的PlayStation VR。

### 軼事
由於本作設定的時間線是固定在2020年，因此在操作103系或205系等退役許久的車輛時會出現能停靠高輪Gateway站和其他新型電車並走的現實中無法實現的奇特景觀。

## 街機版
太東於2017年首先推出《電車GO！！》大型遊戲機。遊玩模式跟 Switch/PS4 《電車GO！！奔走吧山手線》中街機模式一致

### 可遊玩路線與電車
玩家可以駕駛不同路線，不同型號的電車
山手線（原宿至品川、品川至東京、東京至上野、池袋至新宿，僅限內回，品川至東京區間包括高輪Gateway站）
- E231系500番台
- E235系0番台

京濱東北線（品川至田端，各駅停車或快速班次）
- E233系1000番台

中央·總武緩行線（市谷至秋葉原）
- E231系500番台

大阪環狀線（森ノ宮-桜ノ宮區間，只限內迴）
- 323系
- 201系

阪神本線（大物-甲子園區間）
- 5700系
- 5500系

名鉄名古屋本線（神宮前-栄生區間）
- 名鉄3500系

JR東海中央線（大曽根-金山區間）
- 313系

## 宣傳活動
Square Enix及Taito為宣傳此遊戲，提供了初代《電車GO!》在线免費試玩，使玩家能体验駕駛205系列車從澀谷站到五反田站，但只能以智能手機遊玩，電腦上則會出現QR碼。

## 外部連結
- 電車GO！！奔走吧山手線遊戲官網 （页面存档备份，存于）
- 初代電車GO!試玩網址 （页面存档备份，存于）